# Héctor Poleo
Héctor Poleo (Caracas, Venezuela, 20 de julio de 1918 - Caracas, Venezuela, 25 de junio de 1989), fue un pintor venezolano cuya obra se desarrolló en la tendencia pictórica del surrealismo

## Reseña histórica
Héctor Poleo fue un pintor venezolano. Formado en la Academia de Bellas Artes de Caracas, obtuvo una beca para estudiar pintura en México, donde recibió influencia de los artistas de Realismo social; entre ellos, Diego Rivera. A comienzos de los años cuarenta viajó por la región andina. Dentro de sus obras de este período destaca  Los tres comisarios (1943), de carácter eminentemente social. En 1944 se trasladó a Nueva York y en 1948 fijó su residencia definitiva en París y regresó a Caracas una década después. Recibió el Gran Premio Internacional de Arte Contemporáneo del Principado de Mónaco (1969) y el Premio Nacional de Artes Plásticas (1986). Entre otras participaciones de gran importancia se encuentran la Bienal de Sao Paulo en 1953 y la Bienal de Venecia del año siguiente. Entre sus obras públicas resaltan un mural en la Ciudad Universitaria de Caracas y el mural de la estación La Paz del Metro de Caracas.

## Obras
Entre sus obras destacan: 
- Ocaso (1949), oléo sobre tela 40,5 × 33 cm;
- Dos figuras, (1951) oléo sobre tela 132 × 63 cm;
- Los tres comisarios (1942), oléo sobre tela 90 × 70 cm.[3]

## Galería
20 de julio de 1918
Bandera de Venezuela Caracas, Venezuela
Fallecimiento	26 de mayo de 1989 (70 años)
Bandera de Venezuela Caracas, Venezuela